# Le Puits fantastique
Le Puits fantastique je francouzský němý film z roku 1903. Režisérem je Georges Méliès (1861–1938). Film trvá necelé 4 minuty.

## Děj
Čarodějnice, které byla odepřena almužna, prokleje vesnickou studnu, ve které se začnou dít strašidelné věci. Studna nakonec zmizí a na jejím místě se objeví ďábel, který se po obklíčení vesničany, promění v netopýra, který z místa uletí.